# Wz. 1988鉭式突擊步槍

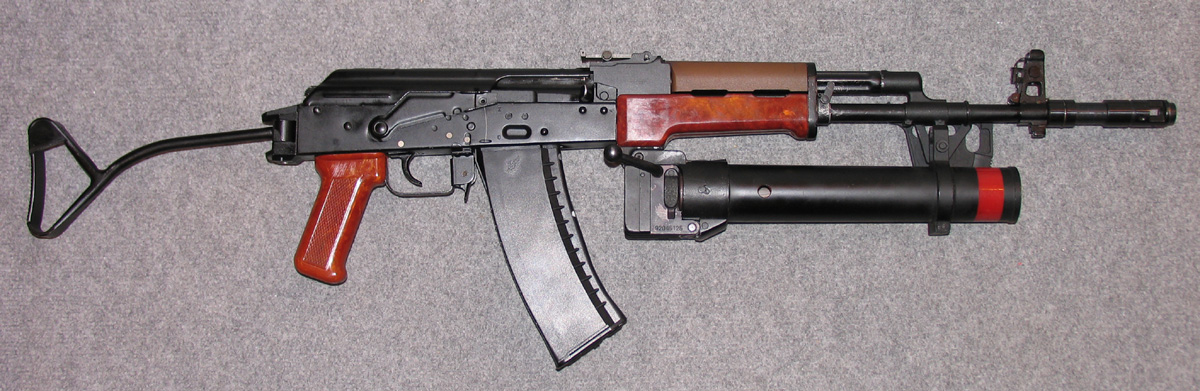
一枝裝有Wz. 1974「鈀」式槍掛榴彈發射器的「鉭」式步槍。

Kbk wz. 1988 Tantal（波蘭語：Tantal，意為：钽）是一款由波兰位於拉多姆的槍械製造商阿切爾武器工廠（現稱：Fabryka Broni Łucznik）在1980年代所設計和生產的突击步枪，發射5.45×39毫米苏联（M74）口徑步枪子弹。

## 研發歷史
1984年，在波蘭國防部的要求下，位於拉多姆、政府所有的研究及開發中心（Ośrodek Badawczo-Rozwojowy，OBR），正式開始新型步槍的設計工作（其實早在1980年後期，研究及開發中心已經在研究一種可能的5.45毫米武器）。1985年，武器參數得到確認，工廠測試在當年年底進行。1986年，他倆生產出第一批原型槍出來用於評估和資格測試。
這些的最初被命名為Wz. 1981早期原型，都仿照著蘇聯5.45毫米AK-74突擊步槍，並且強調著與AKM突擊步槍的高度零部件通用性。由於該武器的研發目的是能夠發射槍榴彈，因而使用了新設計、多功能的槍口裝置和更堅固的折疊式槍托（其骨架型鋼絲折疊式槍托是東德MPi-KMS-72突擊步槍的骨架型鋼絲折疊式槍托的仿製型）。另外，Wz. 1981裝上了從1970年代後期研究及開發中心研發的AKMS Wz. 1980原型槍所轉用過來的機械式限制點發模式。
到1987年底，該步槍被徹底檢修和改進；而在這些變化之中，導入了可以與AK-74互換的一系列零部件，包括槍機機框、槍機本體、彈匣以及點發模式都得到進一步的精細化。1988年1月，這些經過產品改進的原型槍再度接受評估，並於1989年宣布該步槍符合要求，隨後在同年發出生產其先行生產批次的訂單。1990年，該步槍成功通過評估，然後轉移到最後的操作測試。1991年，該步槍投入波蘭軍隊之中服役，並且命名為5,45 mm karabinek wz. 1988（意為：1988年型號5.45毫米突擊卡賓槍）。
該武器的設計是在B·Szpaderski的指導下，由位於拉多姆的研究及開發中心工程師團隊所完成的。該步槍的骨架型鋼絲折疊式槍托則是由拉多姆阿切爾武器工廠（現稱：Fabryka Broni Łucznik）所專門生產。

## 設計細節
「鉭」式步槍是一枝可選發射模式、長行程活塞氣動式操作武器，藉由裝在槍管以上、導氣箍以內的導氣孔將被導入至槍管之上的導氣活塞的高壓燃氣膨脹以推動活塞連桿。槍管是由以其縱向軸線上由向右滾轉的槍機所閉鎖。該槍亦以槍機頭的內部裝有的彈簧式抽殼鈎，和在機匣蓋以內的固定式拋殼挺將彈殼拋出槍外。
發射模式選擇器（俗稱快慢機）與其控制杆位於機匣左側的壁面上，可實現全自動射擊（控制桿處於“C”標記位置時）、半自動射擊（“P”）和三發點放（“S”）這三種發射模式。選擇器可以在保險上鎖或是解脫兩種的情況以下進行操作。
藉由手動操作的保險裝置（其操縱桿，也很像AKM那位於機匣右側的阻鐵型操縱桿），鎖上扳機桿並限制槍機機框的移動，可防止該槍走火。只要將保險選擇桿滑動到頂部位置（處於“Z”符號位置時）就會鎖起武器，而向下滑動拉桿（至處於“O”符號位置時）以後就會解脫保險功能。「鉭」式步槍是由合成膠木或是衝壓金屬材料所製成、具有30發彈藥容量的可拆卸式雙排式弧型彈匣所供彈。
冷錘加工製成的槍管具有鍍铬內膛和4條右旋膛線，標準纏距為200毫米（1：7.87英吋）。它配備了多功能制退器，可用以發射槍榴彈。
「鉭」式步槍採用了骨架型鋼絲（向右側）折疊式槍托，接肩一邊具有弧型輪廓的托肩墊。該步槍也可以使用專為AKM或AK-74突击步枪而設計的木材或合成材料製成的固定式槍托。上下護木和手槍握把都是由電木所製造，儘管也少量的生產了「鉭」式專用黑色聚合物護木和手槍握把。設計上用於Wz. 1996「鈹」式步槍以上的大多數護木也可能裝在「鉭」式步槍以上。
「鉭」式步槍具有可機械式調節的機械瞄具，包括裝在表尺以上前後滑動的缺口式照門和具有兩側半包式護翼的柱狀準星。吊臂狀表尺以上刻有1至10的刻度（相當於100至1,000米的射程，每100米為增量刻度），固定設置刻度“S”相當於設置在刻度“4” 的射程尺度。此外，瞄具組件以上配有镭氣式照明管狀小瓶，使其能夠在低光亮度和（接近）黑暗的環境下用以瞄準。
隨「鉭」式步槍提供的標準配置包括：三個備用彈匣、四條15發彈夾條（用以為彈匣快速裝彈）、彈夾條聯結器、6KH4刺刀、清潔套件、潤滑油瓶、清潔棒（兩件式，存放在清潔套件小袋）、槍背帶、彈匣袋和兩腳架。該步槍的機匣側面配備了專屬規格的華沙條約導軌接口系統（以免與機匣左側壁面上的控制杆磨擦），用以安裝PSO-1等光學瞄準鏡；槍口以上的制退器也可以拆卸後改為裝上空包彈助退器，在訓練期間搭配空包彈使用。
「鉭」式步槍發射5.45×39毫米苏联口徑步枪子弹，當中包括標準彈、曳光彈和訓練型塊狀彈，這些彈種都是由斯卡日斯科-卡緬納鎮Zakłady Metalowe ‘Mesko’工廠所生產。

## 衍生型
「鉭」式步槍被用以發展出Skbk wz. 1989「縞瑪瑙」卡賓槍、karabinek-granatnik wz. 1974步槍／榴彈發射器組合；以及Wz. 1988的夜間型，藉由在機匣側面安裝的華沙條約導軌用於安裝苏联NSP-3夜視瞄準鏡或是波蘭PCS-5夜視鏡。除此以外還有發射5.56×45毫米北約口徑步枪子弹的原型槍Kbk wz. 1990，但當時的波蘭軍隊並沒有興趣發展這個想法。

## 使用國
- 伊拉克库尔德斯坦：多枝該款步槍被用以裝備伊拉克和敘利亞的庫爾德族佩什梅格部隊，並且正在對各種叛亂組織，特別是伊斯蘭國作戰中使用。
- 叙利亚：一些自由敘利亞軍已經裝備了該款步槍，並且在對抗伊斯蘭國和巴沙尔·阿萨德政權的戰爭中使用。
- 伊拉克：2005至2006年間從波蘭購入10,000枝該款步槍。[2]
- 波蘭：25,000枝，2005年退役，目前封存著當中的一部分。[2]
- 乌克兰：2022年俄羅斯入侵烏克蘭期間由波蘭供應。

## 資料來源
1. 1 2 3 4 5 6  Woźniak, Ryszard: Encyklopedia najnowszej broni palnej—tom 4 R-Z, page 135. Bellona, 2002.
2. 1 2  .   [2017-11-22]. （原始内容存档于2014-03-08）.

## 外部連結
- （英文）—Fabryka Broni "Łucznik" Radom home page （页面存档备份，存于）
- （简体中文）—D boy Gun World（槍炮世界）—Tantal系列步枪 （页面存档备份，存于）